# C/1970 K1 White-Ortiz-Bolelli
C/1970 K1 White-Ortiz-Bolelli, nonostante la sigla che porta, è una cometa non periodica, scoperta nel 1970, appartenente al gruppo delle comete della famiglia di Kreutz. La cometa prende il nome dall'allora studente universitario Graeme White, dal pilota dell'Air France Emilio Ortiz e da Carlos Bolelli, assistente d'osservatorio presso il CTIO (Osservatorio di Cerro Tololo).

## Scoperta
Gli scopritori ufficiali della cometa sono Graeme White, Emilio Ortiz e Carlos Bolelli ma come in molti altri casi di scoperta di comete, in particolare tra quelle visibili ad occhio nudo ci sono state un certo numero di scoperte indipendenti: premesso che non si potrà conoscere mai tutti gli scopritori indipendenti di questa cometa, la seguente tabella basata sulle circolari IAUC del CBAT dà un quadro della sequenza delle scoperte da parte dei singoli osservatori.
| Osservatore              | Data della prima osservazione | Data di comunicazione dell'osservazione a terzi | Data di pubblicazione dell'osservazione | Numero della IAUC |
| ------------------------ | ----------------------------- | ----------------------------------------------- | --------------------------------------- | ----------------- |
| Graeme L. White          | 18 maggio                     | 21 maggio                                       | 26 maggio                               | 2246 e 2251       |
| Emilio Ortiz             | 21 maggio                     | 21 maggio                                       | 26 maggio                               | 2246 e 2250       |
| Carlos Bolelli           | 21 maggio                     | 23 maggio                                       | 26 maggio                               | 2246              |
| F. Gomez                 | 21 maggio                     | 23 maggio ?                                     | 5 giugno                                | 2250              |
| Alberto O. Bernhardt     | 22 maggio                     | 24 maggio                                       | 10 settembre                            | 2277              |
| Hans Michael Maitzen     | 22 maggio                     | 25 maggio                                       | 26 maggio                               | 2246 e 2250       |
| Hans-Emil Schuster       | 22 maggio                     | 25 maggio                                       | 26 maggio                               | 2246 e 2250       |
| Stewart                  | 23 maggio                     |                                                 | 16 giugno                               | 2253              |
| Friedrich Wilhelm Gerber | 23 maggio                     | 25 maggio                                       | 10 giugno                               | 2251 e 2277       |
| Zenón M. Pereyra         | 23 maggio                     |                                                 | 26 maggio                               | 2246              |
| Jorge Balseiro Savio     | 23 maggio                     |                                                 | 5 giugno                                | 2250 e 2251       |
| Anthony F. J. Moffat     | 23 maggio                     | 25 maggio                                       | 26 maggio                               | 2246              |
| Hejno Iogannović Potter  | 23 maggio                     | 25 maggio                                       | 26 maggio                               | 2246              |
| G. N. Sprott             | 24 maggio                     |                                                 | 26 maggio                               | 2246              |
| Kellie                   | 24 maggio                     |                                                 | 26 maggio                               | 2246              |

## Origine e relazioni con altre comete
La cometa fa parte della famiglia delle comete Kreutz: come le altre comete facenti parti di questa famiglia ha un'orbita ellittica e di conseguenza chiusa e periodica, nonostante questo viene definita una cometa non periodica in quanto la sua periodicità eccede i 200 anni, che segna il limite, puramente convenzionale e arbitrario, tra le comete periodiche e le comete non periodiche. L'origine di questa famiglia di comete deriva da un'unica cometa gigante che alcune migliaia di anni fa si frammentò in vari pezzi ognuno dei quali ha dato vita a una cometa; queste comete di "seconda generazione" si sono a loro volta scisse in due o più frammenti che a loro volta sono diventati comete: questo processo di frammentazione è tuttora in corso e ha portato alla nascita di un "toro di comete", ossia tutta l'orbita seguita dalla cometa originaria è attualmente riempita di minuscoli frammenti costituenti comete in miniatura. Questi frammenti, quando sono del diametro in generale di alcune decine di metri, nei pressi del loro perielio si disgregano totalmente. Essi costituiscono la maggior parte delle comete scoperte dai satelliti Solwind, SMM, SOHO e STEREO. La White-Ortiz-Bolelli è stata l'ultima delle grandi comete della famiglia Kreutz ad essere scoperta, sebbene la C/2011 W3 Lovejoy venga annoverata da certuni tra le grandi comete di questa famiglia.

## Orbita
La sua orbita è retrograda. A causa del corto arco osservativo non è stato possibile determinare il periodo esatto di questa cometa a cui è stata attribuita un'eccentricità 1,0 con una conseguente orbita parabolica, ma la sua appartenenza, fuori di ogni dubbio, alla famiglia di comete Kreutz porta a far ritenere che questa cometa sia in realtà periodica, con un periodo compreso tra i 300 e 1.000 anni, come quello delle altre comete della stessa famiglia. Anche l'appartenenza ad uno dei sottogruppi in cui sono suddivise le comete Kreutz non è certa, benché venga attribuita al subgruppo II a.

## Osservazioni
La cometa è stata scoperta quattro giorni dopo il suo passaggio al perielio nel cielo serale mentre si stava rapidamente allontanando dal Sole sia apparentemente che fisicamente. Grazie alla sua visibilità ad occhio nudo è stata osservata, oltre che dagli scopritori ufficiali da numerose altre persone, sia in Australia che in America Meridionale. La cometa al momento della scoperta presentava un nucleo di aspetto stellare di magnitudine 1-2; nei giorni successivi furono osservate due code, una rettilinea e una più debole e curvata.